# Nieuwjaarszingen
Nieuwjaarszingen is een folkloristisch gebruik, dat vooral voorkomt in de Antwerpse Kempen, enkele Limburgse gemeenten en het Hageland. Deze vorm van bedelzingen is immaterieel erfgoed. Het gebeurt op oudejaarsdag of uitzonderlijk ook op 30 december als oudjaar op een zondag valt. De traditie stamt uit de tijd dat armen rond deze tijd van het jaar hoopten op wat vrijgevigheid van rijkere burgers voor eten of warme kleding, in ruil zongen muzikanten en kinderen een lied. 
De kinderen komen dan nieuwjaar wensen aan de voordeur, zowel bij particulieren als bij handelaars, en zingen meestal een kort en krachtig liedje. Traditioneel wordt "Nieuwejaarke Zoete" gezongen, maar sommige kinderen maken een variatie hierop. De liedjes worden ingekort, zodat de kinderen sneller van deur tot deur kunnen gaan. 
In vele dorpen blijft dit beperkt tot in de voormiddag, maar dankzij het steeds later opstaan van vele mensen blijven de kinderen dan vaak voor een gesloten deur staan en het zingen gaat dus meer en meer verder in de vroege namiddag. In sommige gemeenten wordt een affiche voor het raam gehangen om aan te duiden dat zangertjes welkom zijn.
De meeste kinderen hebben een zak op de buik hangen, opgehouden door een lintje rond de hals. Deze zak was vroeger ongeveer 20 bij 30 centimeter en meestal gemaakt van keukendoek. Tegenwoordig zijn het echter meestal plastic of katoenen zakken. Na het wensen doet de toegezongene een centje of wat snoep, koekjes of chocolade in de zak. Tegenwoordig kunnen dit ook balpennen, kleine gadgets of stukken fruit zijn. Kleine kinderen worden vaak begeleid door volwassenen, ook voor hen wordt al eens iets voorzien.
Bij valavond zijn de tieners aan de beurt, dit is echter veel minder populair dan het zingen door jonge kinderen. Het zingen blijft, maar dan wel verkleed. Vaak zingen ze ook enkel bij mensen die ze kennen, waar ze dan een borrel of wat geld krijgen. Het zingen is voor deze jongeren een soort opwarmertje om hierna op café of naar een fuif te gaan.